# Osiedle Warmińskie
Osiedle Warmińskie – osiedle Zielonej Góry, położone we wschodniej części miasta, w dzielnicy Nowe Miasto.
Osiedle domów jednorodzinnych położone na wschód od Osiedla Mazurskiego i na zachód od Starego Kisielina.